# 米子頭山
米子頭山（こめごがしらやま）は、新潟県南魚沼市と群馬県利根郡みなかみ町との県境に位置する山で、中央分水界になり、標高1,796.1メートルである。利根川源流を囲む山になる。群馬県自然環境保全地域（巻機山東面）にもなっている。別名は米子山（コメゴヤマ）。

## 登山ルート
- 桜坂駐車場（730メートル・3合目）～巻機山～山頂まで、約6時間。
- 冬期・残雪期:南越後観光バス清水バス停・西谷後バス停より、約5時間。
- 巻機山避難小屋（標高1820メートル・収容人数30人） 。

## 周辺の山々
- 割引岳・巻機山・牛ヶ岳・栂ノ頭
- 居頭山・柄沢山・檜倉山・大烏帽子山・朝日岳
- 威守松山
- 高平ノ頭・ロクロノ頭・無黒山・姥見ノ頭

## 河川
- 利根川
- 二子沢川
- 登川

## アクセス
- 車:関越自動車道塩沢石打インターチェンジより、新潟県道28号塩沢大和線・国道291号を桜坂駐車場（残雪期:西谷後バス停）まで、車で約30分。タクシーでは上越線六日町駅から約20分。
- バス:南越後観光バスで六日町駅から沢口・清水行（1日3本）で約30分（残雪期:西谷後バス停）、桜坂駐車場まで徒歩約1時間。